# 勒克雷斯泰
勒克雷斯泰（法語：Le Crestet，法語發音：[lə kʁɛstɛ]）是法国阿尔代什省的一个市镇，属于罗讷河畔图尔农区。

## 地理
勒克雷斯泰（45°0'52"N, 4°39'18"E）面积9.91 平方千米，位于法国奥弗涅-罗讷-阿尔卑斯大区阿尔代什省，该省份为法国东南部内陆省份，北起顺时针与卢瓦尔省、伊泽尔省、德龙省、沃克吕兹省、加尔省、洛泽尔省和上盧瓦爾省接壤。
与勒克雷斯泰接壤的市镇（或旧市镇、城区）包括：阿尔勒博斯克、布雪勒鲁瓦、昂皮拉尼、奥尔梅兹河畔吉约克、拉马斯特尔。

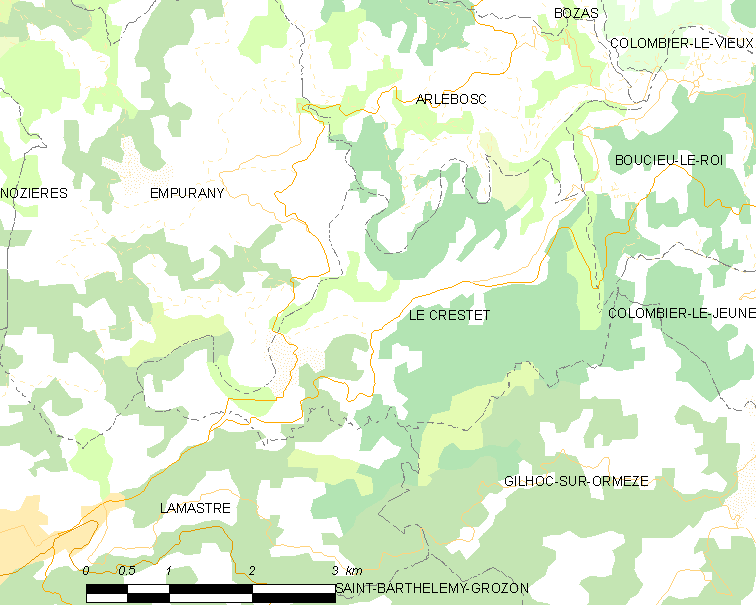
勒克雷斯泰的OSM定位图

勒克雷斯泰的时区为UTC+01:00、UTC+02:00（夏令时）。

## 行政
勒克雷斯泰的邮政编码为07270，INSEE市镇编码为07073。

## 政治
勒克雷斯泰所属的省级选区为上维瓦赖县。

## 人口

1962-2008年间勒克雷斯泰人口变化图示

勒克雷斯泰于2022年1月1日时的人口数量为522人。